# Parque Percy Hill
El Parque Percy Hill es un área natural de aproximadamente 2 ha. situada en la localidad de Yerba Buena, cabecera del departamento homónimo, en la provincia de Tucumán, Argentina correspondiente a la selva pedemontana, que se desarrolla sobre la franja inferior de las yungas.

## Historia

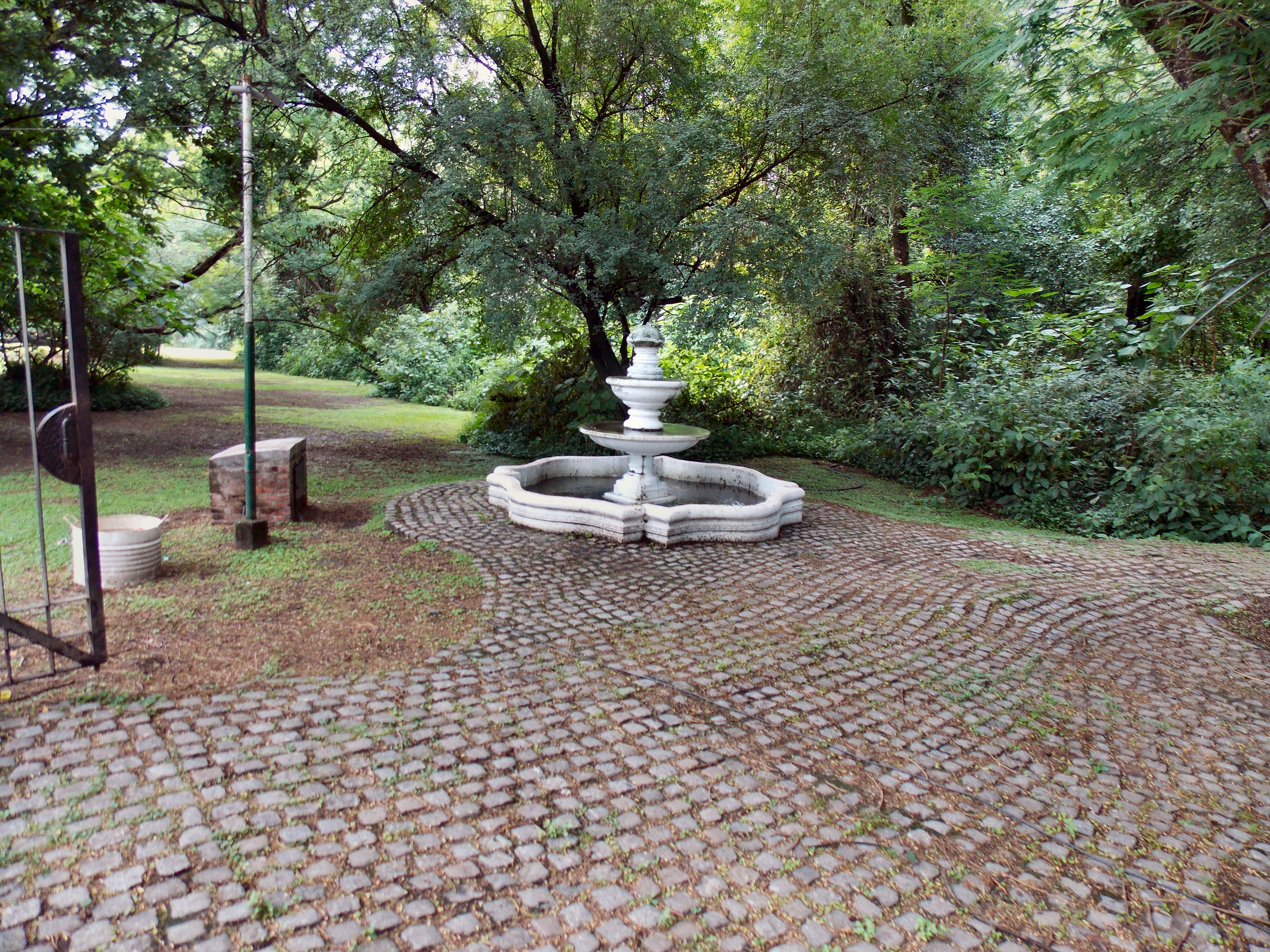
Fuente ornamental en el Parque Percy Hill

El área que actualmente ocupa el parque Percy Hill formó parte del ingenio azucarero "El Manantial", fundado en 1884, adquirido con posterioridad por Guillermo Hill. Las dos hectáreas del parque eran llamadas "Monte de las cocinas" dado que allí, bajo los árboles, se instalaban los carros que transportaban las cocinas y los enseres para la alimentación de los trabajadores del ingenio. 
En el año 1939 Percival Hill (1879-1960), hijo del anterior propietario, tomó posesión de la compañía azucarera pero diversas dificultades causaron el cierre del ingenio unos pocos años después. Con el paso del tiempo, toda la zona fue loteada y urbanizada, con excepción de este espacio que conservó la tipología original del entorno de selva pedemontana tucumana.
Hacia el año 1970, los herederos de Percival Hill, cumpliendo su deseo, donaron estos terrenos al municipio de Yerba Buena, con el objeto de transformarlos en un espacio abierto a la comunidad, destinado a la investigación y la recreación.
Distintas situaciones provocaron que el parque estuviera en estado de abandono durante décadas, hasta que organizaciones no gubernamentales, la Universidad Nacional de Tucumán y el municipio de Yerba Buena unieron sus esfuerzos a fin de lograr su puesta en valor y custodia.
A principios del año 2016 el parque fue entregado nuevamente a las autoridades del municipio Yerba Buena, tal como había sido dispuesto por Percival Hill, para que estas se hagan cargo de su custodia, mantenimiento y cuidado.

## Flora y fauna

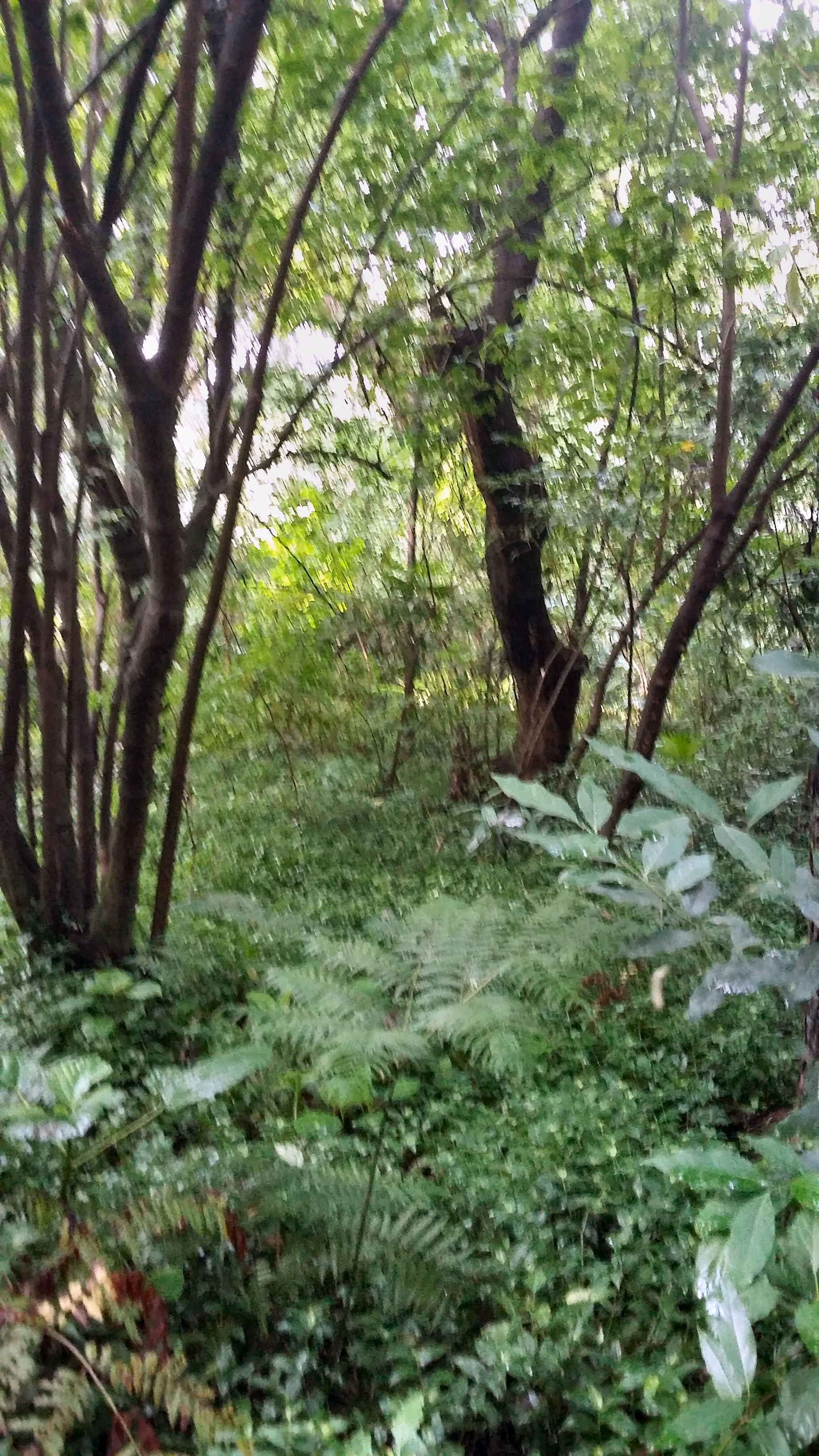
Interior del Parque Percy Hill

En el parque Percy Hill se han identificado 21 especies de árboles, entre los que se encuentran ejemplares de tarco, tipa blanca (Tipuana tipu), cedro (Cedrus), laurel tucumano (Cinnamomum porphyrium), cebil colorado (Anadenanthera colubrina), naranjillo (Platonia insignis), sachapera, (una variedad de Acanthosyris), horco molle (Blepharocalyx salicifolius), palo borracho (Chorisia), nogal (Juglans regia), pacará (Enterolobium contortisiliquum), San Antonio (Myrsine laetevirens), ombú (Phytolacca dioica), viraró (Ruprechtia salicifolia), tabaquillo (Polylepis australis) y lapacho (Tabebuia), entre otros. La mayor parte de estas especies pertenecen al bosque nativo y sólo unas pocas son exóticas.
Este entorno boscoso es el hábitat de numerosas aves, entre las que se han observado ejemplares de picaflor de vientre blanco (Amazilia chionogaster), verde común (Chlorostilbon aureoventris), quetupí o bichofeo (Pitangus sulphuratus), juan chiviro (Cyclarhis gujanensis), tangará de garganta violácea (Euphonia chlorotica), fueguero (Piranga flava), chalchalero o zorzal colorado (Turdus rufiventris), suirirí común (Suiriri suiriri) y pepitero de collar (Saltator aurantiirostris), entre otros.

## Galería de fotos

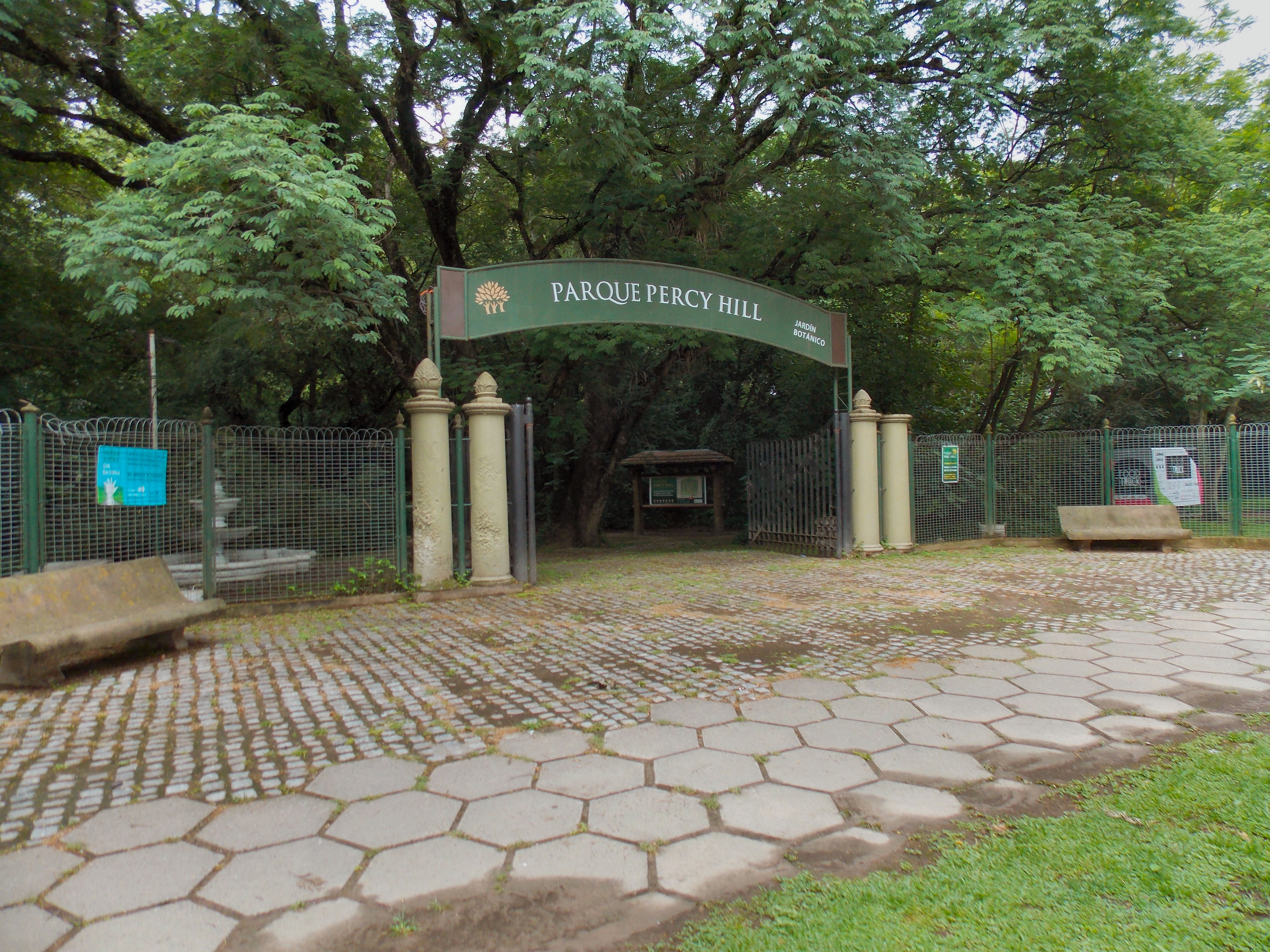
Pórtico de acceso al parque Percy Hill
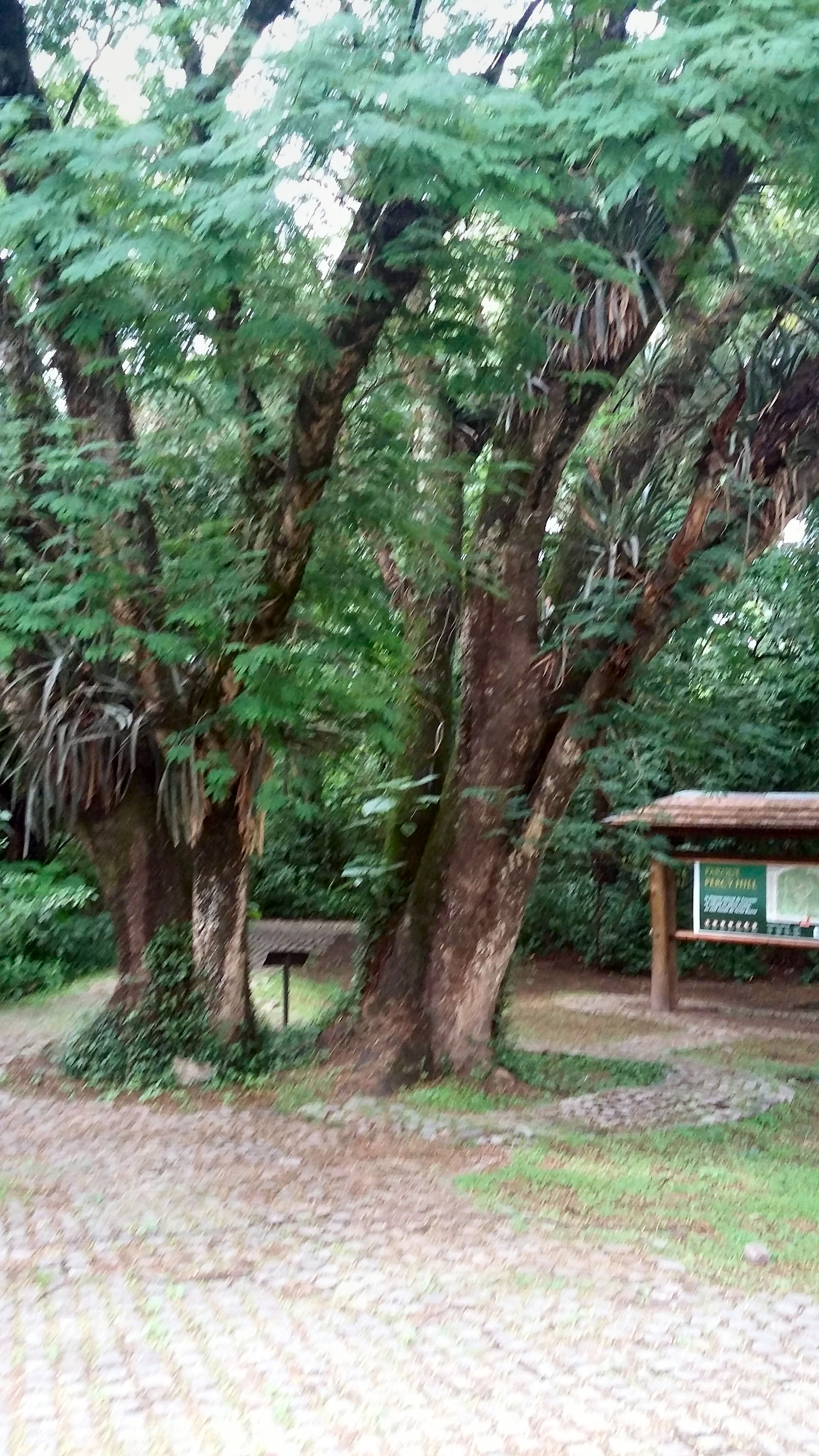
Acceso al Parque Percy Hill
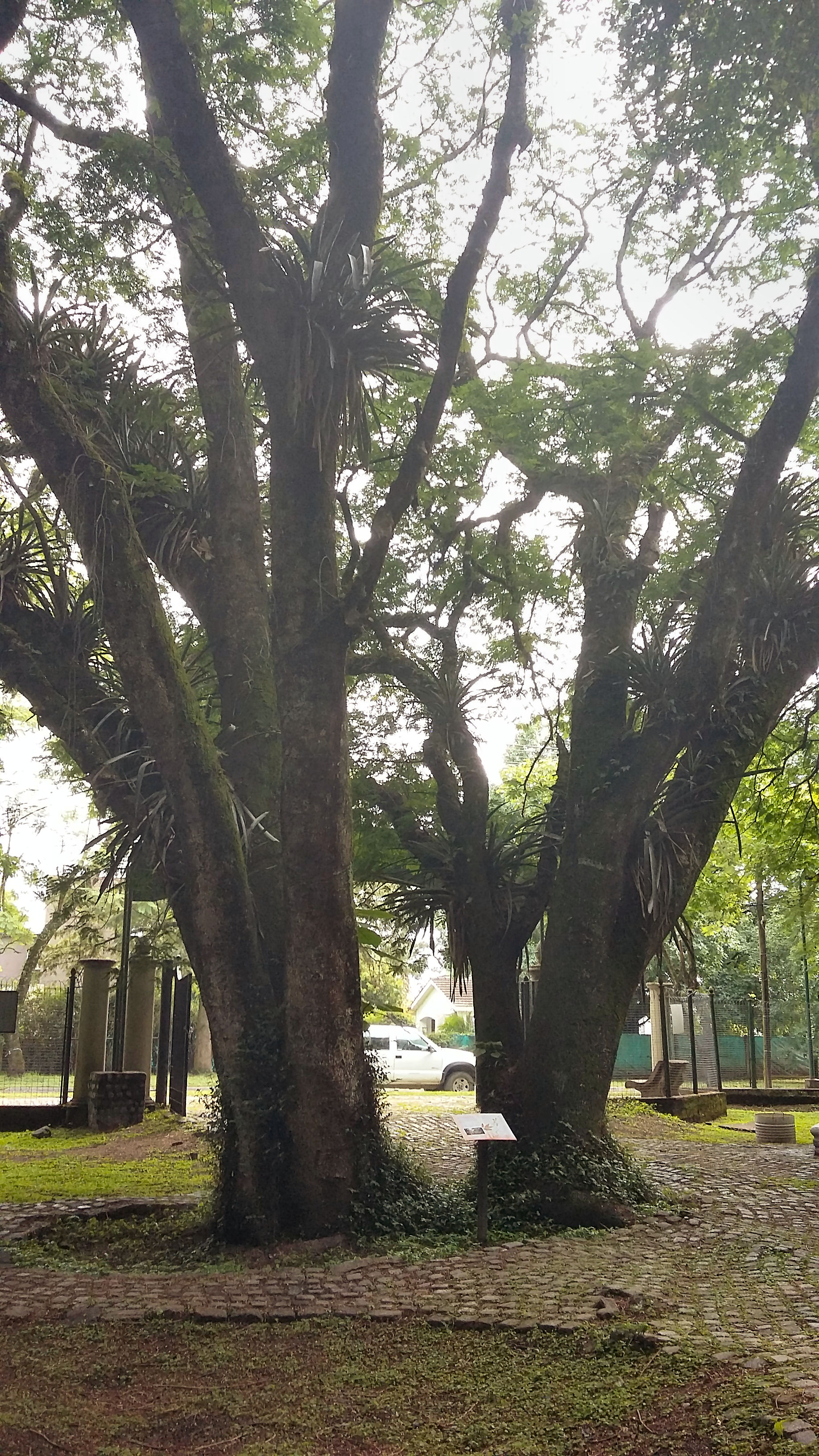
Acceso al Parque Percy Hill
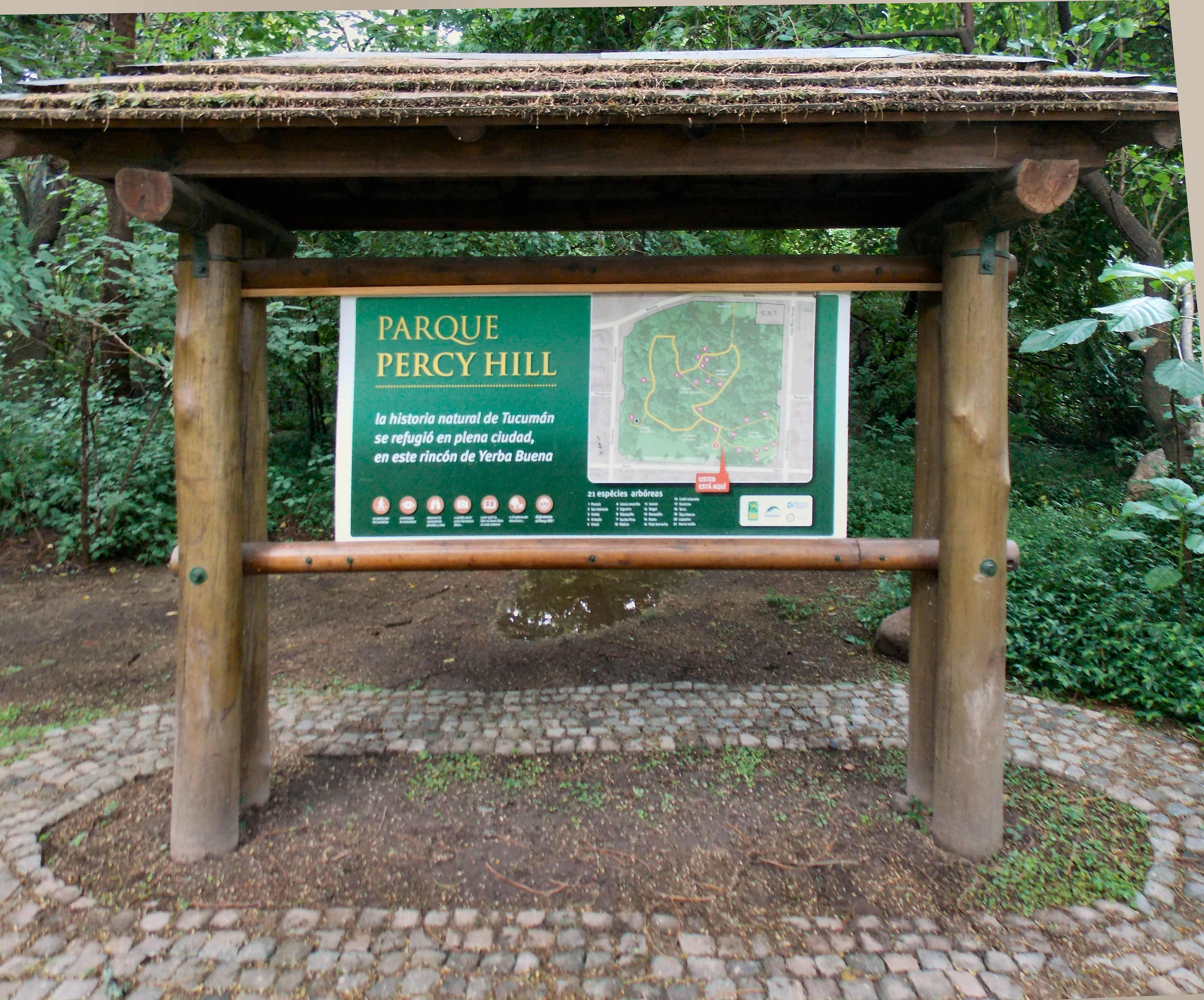
Acceso al Parque Percy Hill
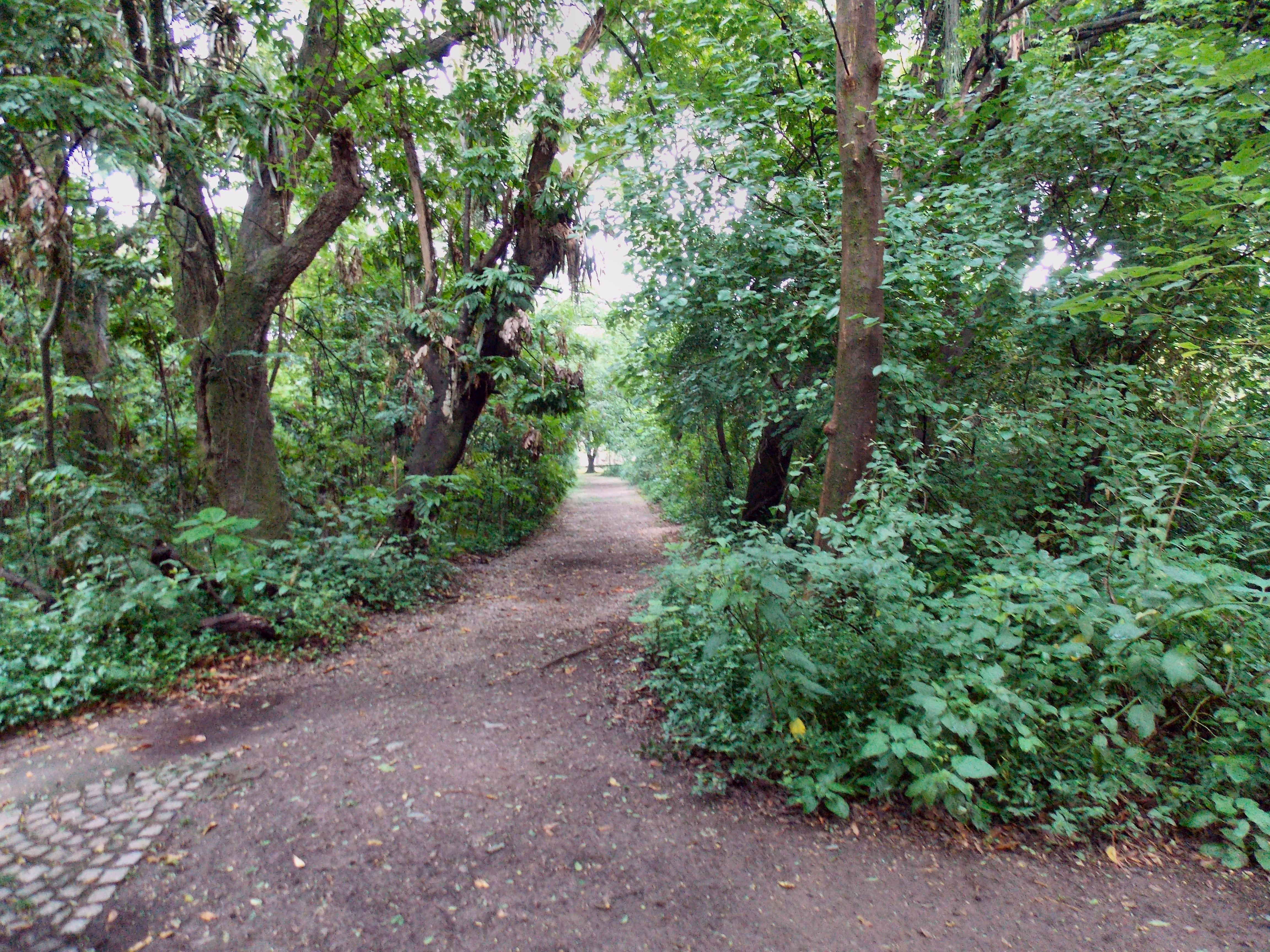
Interior del Parque Percy Hill

## Enlaces
Fundación ProYungas

Municipalidad de Yerba Buena
- Datos: Q25408506